# Sporangiofoor

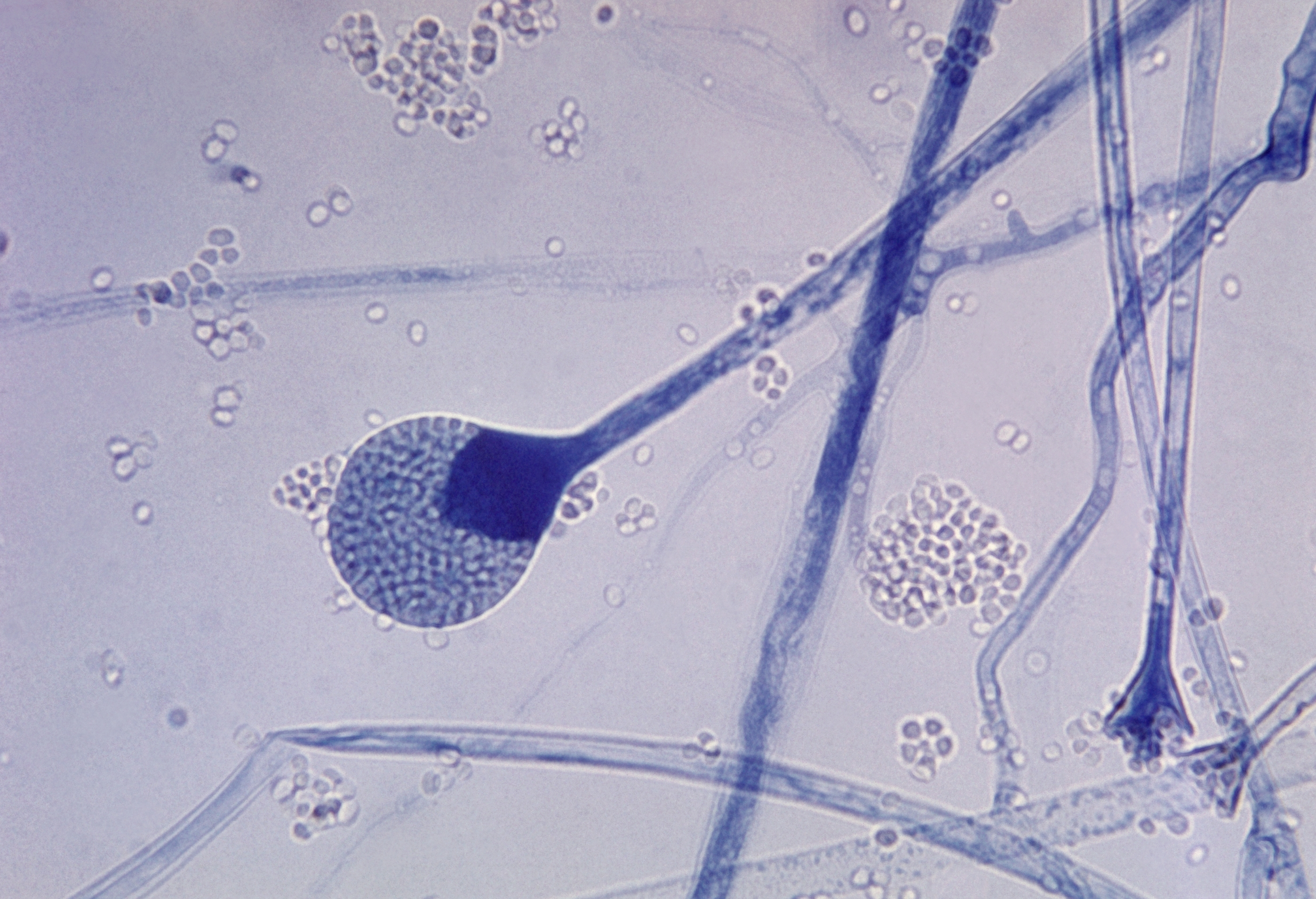
Rijp sporangium van een Mucor schimmelsoort

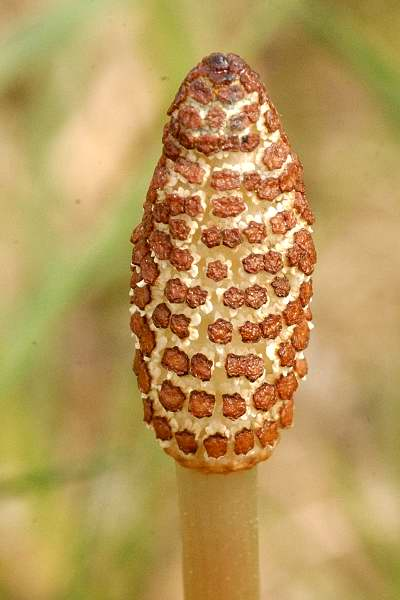
Sporenaar van heermoes (Equisetum arvense)

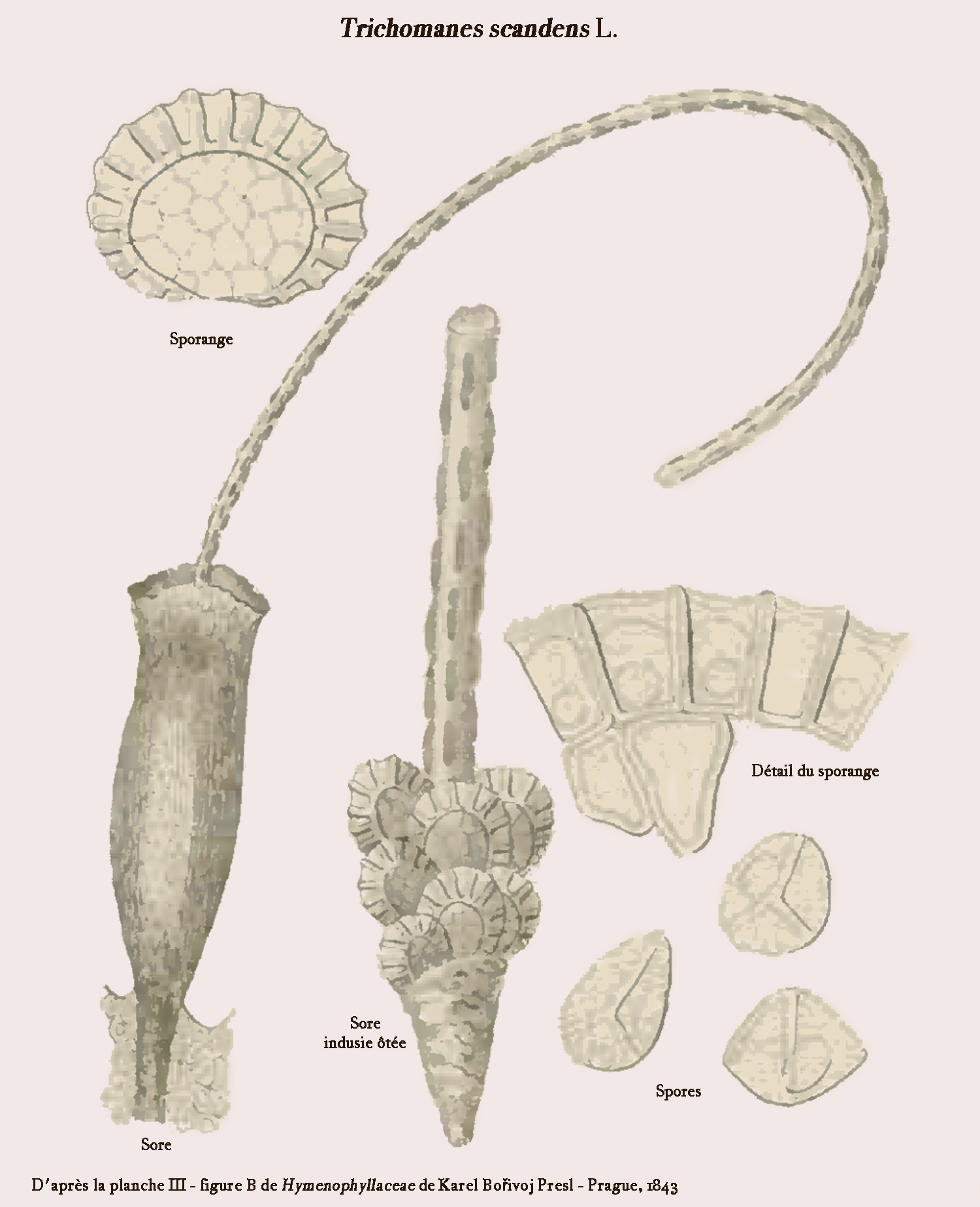
sporangium met duidelijk zichtbare sporangiofoor van Trichomanes scandens (Vliesvarenfamilie)

Een sporangiofoor is de drager van een sporangium. Ze komen voor bij zowel schimmels als planten.
Bij de paardenstaarten bestaat de sporenaar uit een as met daar loodrecht op zeshoekige tafelvormige schubjes (gereduceerde zijstengels), de sporangioforen, waar aan de binnenkant de sporangiën zich bevinden. Er zijn verschillende hypotheses over de aard van deze sporangioforen: 
- het is een zijtak die een krans van sporangia draagt
- het is een al of niet gereduceerd sporofyl
- het is de steel van een verlengd en verdeeld sporangium
- het is een orgaan zonder homoloog

Bij de maanvarens is de sporangiofoor een bladnerf. De sporofoor bestaat hier uit de samengegroeide basale bladsegmenten. Het druiventros-achtige uiterlijk waar het geslacht de naam aan dankt, ontstaat doordat de vlakke, groene bladdelen gereduceerd worden, waardoor alleen de assen (nerven) van het blad met de sporangia overblijven. Nu en dan zijn er bladeren te vinden waarin die ontwikkeling niet geheel is doorgevoerd en de sporangia randstandig op min of meer normaal blad zitten.
Bij de Vliesvarenfamilie is de sporangiofoor het uitstekende uiteinde van een bladnerf. 
Bij de zaadplanten (Spermatopsida) worden de meeldraden en de vruchtbladen van de stamper meestal als geëvolueerde bladeren beschouwd. In deze theorie zijn de meeldraden dus microsporofyllen, en de vruchtbladen macrosporofyllen. Anderzijds zijn zij ook weleens beschouwd als sporangioforen, sporendragers die niet uit volledige bladeren zijn geëvolueerd.